# Hieracium bifidum
Hieracium bifidum — вид рослин з родини айстрових (Asteraceae), поширений у Європі.

## Опис
Багаторічна трав'яниста рослина, яка зростає до висоти (15)20–40(60) см; стебла прямі, з розеткою при землі і, як правило, з одним листовим стеблом, з розсіяним простим і рясним зірковим волоссям. Прикореневі листки черешкові, пластина від яйцеподібного до ланцетного, (5)6–10 см завдовжки та 2–3.5 см завширшки, трав'янисто зелена, винятково з червоними плямами, голі зверху, з одиночними та зірчастими волоссями на звороті, клиноподібні, розірвані або неглибоко серцеподібні, віддалено зубчасті; листові стебла більш дрібні, зазвичай клиноподібні. Суцвіття з 3–8 головками, їхні стебла густо вкриті зірчастими волосками, перемежовуючись із простими, а іноді крихітними залозами; приквітки лінійно-ланцетні, також із простим і зірчастим волоссям, винятком із залозами; квітки тільки язикоподібні, безстатеві, жовті. Сім'янки завдовжки 3.2–3.8 мм.

## Поширення
Поширений у Європі, переважно в Альпах, Карпатах та горах Балкан, а також у Скандинавії, Британських островах та Ісландії, в Росії ізольовано навколо Москви та Уралу. 
Росте в світлих лісах, кам'янистих і заземлених уламках порід, як правило, на основних субстратах, найчастіше на вапняках.